# 長瀬村 (岐阜県揖斐郡)
長瀬村（ながせむら）は、かつて岐阜県揖斐郡にあった村である。
現在の揖斐郡揖斐川町の一部（旧・谷汲村北部、東部）に該当する。根尾川の西岸の村である。
村名は、かつてこの地域に存在した郷の名、長瀬郷に由来する。

## 歴史
- 江戸時代末期、この地域は美濃国大野郡であり、大垣藩領、野村藩領であった。
- 1875年（明治8年） - 上長瀬村、下長瀬村、府内村、赤石村が合併し、長瀬村となる。
- 1889年（明治22年）7月1日 - 町村制により大野郡長瀬村が村制施行。
- 1897年（明治30年）4月1日[1] - 大野郡の一部と池田郡が合併して揖斐郡となる。
- 1897年（明治30年）4月1日 - 長瀬村、高科村、岐礼村が合併し、長瀬村となる。
- 1956年（昭和31年）9月1日 - 谷汲村と長瀬村が合併し、谷汲村となる。

## 教育
- 長瀬村立長瀬小学校 （2007年に統合。現・揖斐川町立谷汲小学校）

## 交通
- 名古屋鉄道谷汲線
  - 赤石駅、長瀬駅、長瀬茶所駅[2]
- 国鉄樽見線
  - 谷汲口駅[3]